# Малюхин, Олег
Олег Малюхин (латыш. Oļegs Maļuhins; род. 6 мая 1969 года, Даугавпилс, СССР) —  Советский и латвийский лыжник и биатлонист, участник Зимних Олимпийских игр 1992, 1994, 1998 , 2002, 2006 годов. Двукратный чемпион Европы, Мастер спорта СССР.
Единственный и последний Латвийский биатлонист, который сумел выиграть на этапе кубка мира по биатлону.

## Спортивная карьера
Лыжными гонками стал заниматься в 1980 году, позже перешел в биатлон( как и старший брат Игорь, Мастер спорта СССР, чемпион СССР по летнему биатлону). До 1990 года Малюхин тренировался в составе сборной «Динамо» в России.
На крупных соревнованиях дебютировал в составе юниорской сборной СССР,  при распаде СССР  стал выступать в триатлоне, вернулся в биатлон в 1991 году и продолжил выступать в сборной независимой Латвии. В тот год Малюхин дебютировал на Олимпиаде в Альбервиле. Лучший результат на них он показал в спринте, заняв 13-е место. В дальнейшем, результаты Малюхина стали улучшаться. Пик его карьеры приходится с 1998 по 2000 годы. На Олимпийских играх в Нагано он занял 6-е место в спринте, спустя несколько дне он повторил это достижение в составе латвийской эстафеты. По итогам сезона биатлонист занял рекордное для себя 14-е место в общем зачете Кубка мира. В следующем сезоне Малюхин на чемпионате мира в словенской Поклюке остановился в шаге от медали, став 4-м в гонке преследования. В том же сезоне он одержал свою единственную победу на этапе Кубка мира. Спортсмен победил в спринте в канадском Вал-Картьере. Эта победа по-прежнему остается первой и единственной для всего латвийского биатлона в Кубке мира.
После 2000 год в карьере латвийца наметился некоторый спад, однако в 2002 году Малюхин дважды побеждал и становился призёром в эстафете на Чемпионате Европы в Контиолахти. Однако достойно выступить на Олимпиаде в Солт-Лейк-Сити у него не получилось. После конфликта с федерацией биатлона Латвии, был выведен из состава сборной, но не сдался и отобрался на следующую Олимпиаду 2006 года по лыжным гонкам, где показал лучшие результаты среди соотечественников.
После завершения карьеры Малюхин принимает участие в лыжных марафонах и в соревнованиях триатлонистов. Параллельно он занимается бизнесом.

### Победа на этапе Кубка мира по биатлону
| Место | Сезон кубка мира по биатлону 1998/1999 Валькартье | Дата      |
| 1     | Спринт 7,5 км                                     | 1998/1999 |
| ----- | ------------------------------------------------- | --------- |

## Результаты

### Кубок мира
- 1992—1993 — 78-е место
- 1995—1996 — 67-е место
- 1996—1997 — 59-е место
- 1997—1998 — 14-е место, 8-е место в гонках преследования
- 1998—1999 — 16-е место, 9-е место в спринтерских гонках
- 1999—2000 — 17-е место
- 2000—2001 — 49-е место
- 2001—2002 — 45-е место
- 2002—2003 — 65-е место
- 2003—2004 — 57-е место